# Hannah Neise
Hannah Neise (Arnsberg, 26 maggio 2000) è una skeletonista tedesca.

## Biografia
Ha fatto parte della spedizione tedesca ai Giochi olimpici giovanili di Lillehammer 2016 in cui si è aggiudicata l'argento nel singolo, dietro alla britannica Ashleigh Fay Pittaway.
Ha rappresentato la Germania ai Giochi olimpici invernali di Pechino 2022, vincendo la medaglia d'oro nel singolo precedendo l'australiana Jaclyn Narracott e l'olandese Kimberley Bos.

## Palmarès

### Olimpiadi
- 1 medaglia:
  - 1 oro (singolo a Pechino 2022).

### Giochi olimpici giovanili
- 1 medaglia:
  - 1 argento (singolo a Lillehammer 2016).

### Mondiali juniores
- 2 medaglie:
  - 1 oro (singolo a St. Moritz 2021);
  - 1 bronzo (singolo a Winterberg 2020)

### Coppa del Mondo
- Miglior piazzamento in classifica generale: 5ª nel 2022/23.
- 2 podi (tutti nel singolo):
  - 1 vittoria;
  - 1 terzo posto.

#### Coppa del Mondo - vittorie
| Data             | Luogo    | Paese  | Disciplina |
| ---------------- | -------- | ------ | ---------- |
| 24 novembre 2022 | Whistler | Canada | singolo    |